# Livre XII des Éléments d'Euclide

Le livre XII des Éléments d'Euclide poursuit l'étude de la géométrie dans l'espace, amorcée dans le Livre XI. Il traite des volumes de figures plus complexes que le parallélépipède, à savoir les pyramides, et les cônes, et en partie la sphère. Il utilise pour cela la méthode d'exhaustion, qui, pendant plusieurs siècles, sera la seule méthode utilisable pour déterminer des aires et des volumes avant l'invention du calcul intégral.
Il comporte 18 propositions.

## Les propositions
Les propositions se répartissent comme suit :
- Propriété du disque. La prop.1 énonce que l'aire d'un polygone inscrit dans un cercle est proportionnelle au carré du diamètre. Cette proposition sert aussi dans la prop.2 qui énonce que l'aire du disque est proportionnelle au carré du diamètre. Pour cela, on procède par un double raisonnement par l'absurde en utilisant un disque de référence et en supposant qu'un autre disque a une aire ou bien plus grande, ou bien plus petite que celle qui lui serait donnée par la simple proportionnalité au carré du diamètre. Dans chacun des cas, on aboutit à une contradiction en approximant le disque d'aussi près que voulu par des polygones. C'est ce double raisonnement par l'absurde qui constitue le fondement de la méthode d'exhaustion. Par ailleurs, la preuve de l'approximation aussi précise que souhaitée d'un disque par des polygones repose sur l'axiome d'Archimède, exposé dans la prop.1 du Livre X.
- Volume de la pyramide. Les prop.3 à 9 ont pour but de montrer que le volume d'une pyramide est le tiers de l'aire de la base multipliée par la hauteur. Il suffit par découpage de raisonner sur des pyramides à base triangulaire. Pour cela, la prop.3 procède à un découpage d'une telle pyramide en deux prismes et deux pyramides plus petites, le procédé étant itéré dans la prop.4, de façon à rendre le volume des petites pyramides négligeable et à se ramener à des volumes de prismes, étudiés dans la dernière proposition du Livre XI. On peut alors montrer, toujours avec la méthode d'exhaustion, que le volume de la pyramide est proportionnel à la hauteur (prop.5), à l'aire de la base (prop.6), et que trois pyramides de même volume donnent un prisme de même base et de même hauteur (prop.7). Le volume du prisme étant connu, il en est donc de même de celui de la pyramide.

Il est à noter que le calcul du volume de la pyramide repose sur la méthode par exhaustion — ancêtre du calcul intégral — et l'on peut se demander si cette démarche est nécessaire. N'est-il pas possible de prouver cette propriété par un simple découpage fini, comme on le fait dans le plan pour déterminer l'aire d'un triangle ? Cette question fait l'objet du troisième problème de Hilbert en 1900 et la réponse est négative : l'utilisation du calcul intégral est nécessaire pour déterminer le volume de la pyramide. 
- Volume du cône. Dans les prop.10 à 15, Euclide poursuit une démarche comparable pour déterminer le volume du cône à base circulaire. Pour cela, il approxime la base circulaire d'aussi près que souhaité par des polyèdres, selon la prop.1 déjà vue, et se ramène ainsi au volume de la pyramide.
- Volume de la sphère. Les prop.16 à 18 établissent seulement que le volume de la sphère est proportionnel au cube du diamètre. Pour cela, on inscrit dans la sphère des pyramides de sommet le centre de la sphère de façon à approcher son volume d'aussi près que possible. Cette démarche sera poursuivie par Archimède qui, après avoir pu déterminer que l'aire de la sphère est égale à quatre fois l'aire d'un disque de même rayon, pourra en déduire l'expression du volume.